# Гантер (селище, Нью-Йорк)
Гантер (англ. Hunter) — селище (англ. village) в США, в окрузі Грін штату Нью-Йорк. Населення — 429 осіб (2020). Фактично, селище є північно-західною частиною однойменного міста.

## Географія
Гантер розташований за координатами 42°12′38″ пн. ш. 74°12′56″ зх. д. / 42.21056° пн. ш. 74.21556° зх. д. (42.210532, -74.215431).  За даними Бюро перепису населення США в 2010 році селище мало площу 4,58 км², з яких 4,49 км² — суходіл та 0,08 км² — водойми. В 2017 році площа становила 4,88 км², з яких 4,80 км² — суходіл та 0,08 км² — водойми.

## Демографія
Згідно з переписом 2010 року, у селищі мешкали 502 особи в 255 домогосподарствах у складі 125 родин. Густота населення становила 110 осіб/км².  Було 642 помешкання (140/км²).
Расовий склад населення:
| - 93,6 % — білих - 2,4 % — азіатів - 0,4 % — чорних або афроамериканців - 1,6 % — осіб інших рас |

До двох чи більше рас належало 2,0 %. Частка іспаномовних становила 5,4 % від усіх жителів.
За віковим діапазоном населення розподілялося таким чином: 15,7 % — особи молодші 18 років, 63,8 % — особи у віці 18—64 років, 20,5 % — особи у віці 65 років та старші. Медіана віку мешканця становила 51,7 року. На 100 осіб жіночої статі у селищі припадало 111,8 чоловіків;  на 100 жінок у віці від 18 років та старших — 105,3 чоловіків також старших 18 років.
За межею бідності перебувало 43,4 % осіб, у тому числі 48,5 % дітей у віці до 18 років та 63,0 % осіб у віці 65 років та старших.
Цивільне працевлаштоване населення становило 146 осіб. Основні галузі зайнятості: інформація — 37,7 %, мистецтво, розваги та відпочинок — 23,3 %, фінанси, страхування та нерухомість — 12,3 %, роздрібна торгівля — 11,0 %.

## Український культурний центр
Околиці містечка Гантер у Кетскілських горах (містечка Ашлянд, Віндгем, Гейнс Фалс, Генсонвил, Джувет, Лексінгтон, Маргаретвил, Пайнгил, Пейленвил, Пратсвил, Танерсвил, Фляйшманс) приваблювали місцевих українців умовами для відпочинку — мандрівок, спорту та культурного дозвілля. У 1951 р. родини Івана-Володимира Кобзяра та Ярослава Гайваса спільно придбали будинок над річкою Іст-Кіл, а в подальшому родина Кобзярів залишилася жити в цьому місці. З часом вони збудували мотель «Ксеня», а інші українці — мотелі «Марічка» (власники – родина Лампіків), «Никифоряківка», ще згодом — готель «Шумилів» (у сусідньому містечку Лексінгтон), мотель «Карпатія» (власники Шевчуки і Лашики), «Верховина» (власники Григоровичі). В мотелі «Карпатія», починаючи від 1973 року, Українська Вільна Академія Наук з Нью-Йорка, щороку проводила курси українознавства. Так було започатковано осередок культурно-мистецького життя українців у Гантері, який узагальнено називали «Кобзярівкою», а незабаром там сформувався Український Центр Культури (Music and Art Center of Greene County). Упродовж багатьох років до Гантера приїжджали українські емігранти з багатьох куточків США для святкування релігійних свят, літніх пластових таборів, курсів співу для дітей, гуртків народного мистецтва, спортивних змагань, з’їздів різних товариств, фестивалів. У 1962 році тут було збудовано дерев'яну церкву св. Івана Хрестителя (УГКЦ)..